# كيلي هارمون
كيلي هارمون (بالإنجليزية: Kelly Harmon)‏ هي ممثلة أمريكية، ولدت في 9 نوفمبر 1948 في كاليفورنيا في الولايات المتحدة.

## وصلات خارجية
- كيلي هارمون على موقع IMDb (الإنجليزية)
- كيلي هارمون على موقع ألو سيني (الفرنسية)
- كيلي هارمون على موقع أول موفي (الإنجليزية)
- كيلي هارمون على موقع قاعدة بيانات الأفلام السويدية (السويدية)
- كيلي هارمون على موقع كينوبويسك (الروسية)